# Polyura faliscus
Polyura faliscus är en fjärilsart som beskrevs av Hans Fruhstorfer 1913. Polyura faliscus ingår i släktet Polyura och familjen praktfjärilar. Inga underarter finns listade i Catalogue of Life.